# Anna Callender Brackett
Anna Callender Brackett, más conocida como Anna Brackett, (21 de mayo de 1836-18 de marzo de 1911) fue una filósofa estadounidense conocida como traductora, feminista y educadora. Tradujo Pedagogics as a System de Karl Rosenkranz y escribió The Education of American Girls, una respuesta a los argumentos en contra de la coeducación de hombres y mujeres. 

## Biografía
Anna era hija de Samuel Callender y Carolina Brackett. Era la mayor de cinco hermanos. Su padre trabajaba como comerciante en Boston, mientras su familia vivía en Sommerville. Brackett asistió a escuelas públicas y privadas en Boston, Sommerville y Abbot Academy.
En 1856 se graduó de la escuela estatal de enseñanza en Framingham, Massachusetts, ahora conocida como Framingham State University. Trabajó como maestra en East Brookfield y fue subdirectora en una escuela en Framingham.
En 1861, Anna se convirtió en subdirectora de una escuela en Charleston, Carolina del Sur. Al comienzo de la Guerra de secesión de América, se vio obligada a irse a Nueva Orleans y luego a San Louis, donde se reunió con los hegelianos de St. Louis. 
Publicó la primera traducción al inglés de varias obras filosóficas, destacando una de las más importantes Pedagogyc as a system de Karl Rosenkranz, Tras regresar brevemente a Cambridge, Massachusetts, y enseñar en una escuela secundaria, volvió a San Louis.
En 1863 fue nombrada directora de la Escuela Normal de St. Louis (Harris-Stowe State College), siendo la primera mujer directora de una escuela secundaria en los Estados Unidos, logro que marcaría notablemente su carrera como docente. Durante su mandato, Brackett trabajó para garantizar que las estudiantes tuvieran acceso a la educación superior y a los estudios liberales como preparación para la enseñanza profesional. Hizo dos propuestas a la Junta de Educación que fueron adoptadas. La primera fue fijar un requisito de edad para ingresar a la escuela y la segunda la realización de  un examen de ingreso.
En 1872 Brackett dimitió como directora después de que se realizaran cambios en el plan de estudios que iban en contra de sus creencias. Se mudó a la ciudad de Nueva York donde residiría con Ida Mitchell Eliot, su pareja. Adoptaron dos hijas, Hope, en 1873 y Bertha, en 1875. En Nueva York, Brackett fundó su propia escuela llamada The Brackett School for Girls, y contrató a maestras notables como Mary Mitchell Birchall, la primera mujer en obtener un título universitario en una universidad de Nueva Inglaterra. Entre los alumnos de Brackett estaba Ruth Sawyer, que la recuerda con cariño en su novela semiautobiográfica Patines de ruedas.
Anna Brackett se retiró de la docencia en 1894 y murió en 1911. 
A su muerte, Edith Kendall publicó una biografía de Brackett, titulada: Anna C. Brackett, in Memoriam, MDCCCXXXVI-MDCCCCXI: An Appreciation (1915).

## Obras
En 1874, Brackett publicó The Education of American Girls, un ensayo en el que aplicó la teoría de la educación de Rosenkranz a las niñas. En este ensayo, Brackett observaba que una mujer joven debe ser guiada a través de dos pasos del proceso de aprendizaje, la "etapa perceptiva" y la "etapa conceptual". En su opinión, ninguna niña puede sobresalir en la vida sin realizar estos dos pasos. Una educación que se detiene en la etapa conceptual no es suficiente. Si no tienen suficiente formación y no están capacitadas para el pensamiento abstracto, las mujeres corren el riesgo de volverse arbitrarias, es decir pierden la capacidad de decisión.
Brackett señaló que si las mujeres se limitan al círculo familiar y se ocupan solo del hogar, no podrán desarrollarse por completo moral e intelectualmente. Esto haría que las niñas perdieran la oportunidad de afirmar su independencia o competir con otros y ganar la confianza necesaria para tener éxito en el ámbito público. Los hombres entran automáticamente en el ámbito público donde se convierten en personas independientes, separadas de la familia. Brackett argumenta que, sin poder crecer fuera de sus hogares, las mujeres se enfrentan a dos peligros. El primer peligro es que se vuelven ineficaces en el ámbito público y perpetúan el estereotipo de la "mujer incompetente". El segundo peligro es volverse vulnerable a la explotación por parte de los hombres. 
Brackett consideraba que la coeducación era importante y necesaria. Escribió extensamente sobre educación y filosofía y publicó escritos en Harper's Magazine y otras revistas. También publicó The Education of American Girl y se trabajó como editora del New England Journal of Education.
La segunda obra por la que se dio a conocer fue su traducción del alemán de la obra Pedagogics as a System, de Karl Rosenkranz. Esta traducción fue por el interés de Brackett hacia las cuestiones filosóficas y la importancia de la enseñanza a la hora de formar y educar a los niños.
Brackett mostró varios intereses, ya que no solo dedicó sus escritos a la investigación educativa y vida filosófica sino que también escribió poesía, publicada en Harper´s Magazine. Entre sus títulos de poesía se encuentran Within, In Hades, Destiny y Benedicite.
También publicó algunos artículos sobre cuestiones educativas como Studying at Vassar, donde escribió sobre las relaciones educativas del famoso Vassar College. En el prestigioso New England Journal of Education, publicó alrededor de un centenar de artículos centrados en cuestiones relacionadas con la educación.

## Ideas sobre la enseñanza
Criticó las formas de enseñanza que se llevaban a cabo en su época, en lo que se definía como Womanly qualities, defendía una perspectiva feminista abogando por la coeducación. Brackett definió la docencia de la siguiente manera:  
“La docencia es una profesión, a la par de otras profesiones; por lo tanto, la escuela normal tenía un propósito educativo único que era paralelo a otras escuelas profesionales: ninguna otra puede tomar su lugar o hacer su trabajo, más de lo que una escuela de medicina puede enseñar derecho o un seminario teológico medicina”.  
Brackett afirmó también:
“Se nos exige, no sólo que cultivemos todas las cualidades femeninas y desarrollemos las facultades mentales, morales y físicas, sino más allá de esto, que atraigamos y entrenemos ciertas cualidades mentales indispensables para un buen maestro; y se necesitan ciertas normas y métodos a seguir para este fin, lo que estaría fuera de lugar en una Escuela Secundaria o Primaria.”
Brackett insistía en que la enseñanza se tomara en serio. Brackett reconocía que la enseñanza era una profesión dominada por mujeres y era consciente del sesgo de género que impactaba negativamente en la formación docente. Entonces, si bien habló de cultivar "todas las cualidades femeninas" en los maestros, a diferencia de muchos de sus contemporáneos, no creía que las mujeres, por naturaleza, fueran más adecuadas para enseñar que para otras profesiones. Con esto quiere decir Brackett que las mujeres de la misma forma que eran capaces de desarrollar cualidades para la enseñanza, también lo eran para desarrollar otro tipo de cualidades que generalmente han estado asociadas a los hombres.
Aunque Brackett aquí invocaba el término "cualidades femeninas" y, más tarde, incluso concedía que la enseñanza podía ser un aprendizaje para la vida doméstica, "sus convicciones principales no consistían en promover la diferencia entre las mujeres y los hombres, o en términos decimonónicos, la esfera de las mujeres”. Su visión era que las mujeres eran esencialmente iguales a los hombres, pero sus roles sociales las habían restringido. Así las mujeres podían llegar a ser capaces de ser iguales a los hombres, solo que la sociedad les había impuesto determinados roles que les impedían alcanzar esa igualdad. Era pragmática con respecto a las mujeres en la fuerza laboral.
Las mujeres tenían ciertas características que las beneficiaban en su trabajo como educadoras: la compasión y la capacidad de alentar y enseñar a los estudiantes. Pero también aportaban a su trabajo educativo ciertas debilidades: sentimentalismo, subjetividad excesiva e incapacidad para relacionarse tanto con los estudiantes como con los colegas de una manera profesional.  Sin embargo, en opinión de Brackett, estas fortalezas y debilidades no se debían a nada innato en la naturaleza de las mujeres, sino que eran el resultado de la fuerza de la costumbre. Expuso esta idea ante sus compañeros de la National Education Association (NEA). En su discurso de 1872 ante la NEA, Brackett afirmó que la enseñanza era una profesión dominada por la  mujeres. Dio estadísticas que mostraban que la proporción era de dos mujeres por un hombre. Además, predijo que esta proporción continuaría en el futuro, incluso en la educación secundaria y superior.
También señaló que las mujeres habían tenido mucho éxito en el campo de la enseñanza, afirmando que en los países en los que las mujeres constituían la gran mayoría de los educadores, la calidad de la educación era la mejor, el nivel más alto. Pero Brackett también reconoció que las mujeres necesitaban recibir más poder e influencia en la gestión y toma de decisiones.